# ベルシティ
ベルシティ（bell-city ）は香川県木田郡三木町鹿伏にある商業施設（ショッピングモール）である。通称はベル。

## 概説

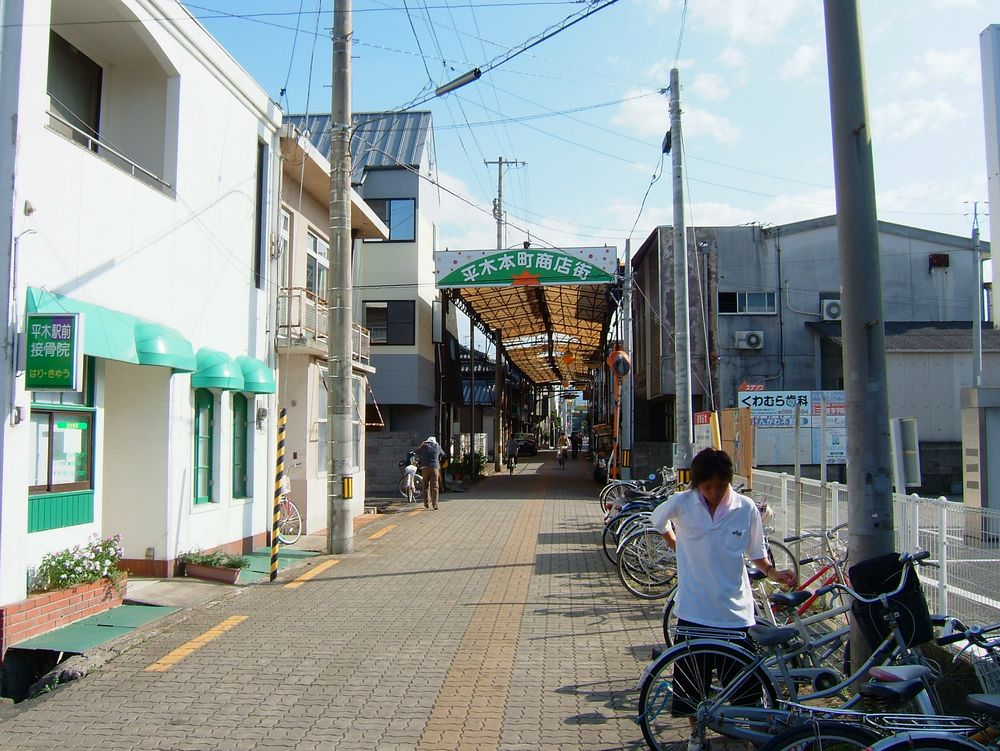
かつて存在した平木本町商店街
現在ではアーケードは撤去されている

1986年10月に、マルヨシセンターベルシティ（三木町）店を核テナントとして設立されたショッピングモール。付近（平木駅前）にあった平木本町商店街（ひらぎほんまちしょうてんがい）に存在した、いくつかの店舗をテナントとして引き入れることで成立した経緯があり、実質上、同商店街の後継施設と言える。しかし、本施設の成立とともに前身となった平木本町商店街は衰退。整備等が立ち行かなくなり、いくつかの店舗・施設（アーケードなど）が閉店・消滅した。
施設の運営は本施設入居商店の協同組合である「讃岐三木商業協同組合」によって行われている。この組合によって本施設内の各商店で使用できるベルシティ商品券が発行されている。
東に香川県道38号三木牟礼線が走り、西に三木町のメインストリートのひとつである学園通り（三木町道鹿伏南地線）が存在するという、2つの地元主要幹線に挟まれている土地に設置され、南に高松琴平電気鉄道長尾線が走っている。この立地を利用して本施設の敷地内に学園通り駅が新設され、同地が三木町コミュニティバスのバスターミナルとしても設定されているため、実質上、三木町の経済および交通における中心地として機能している。

## 沿革
- 1986年（昭和61年）10月24日 - マルヨシセンターベルシティ店を核テナントとして、いくつかの地元商店の入居の元、開店。
- 2002年（平成14年）9月28日 - 学園通り駅開業
- 2005年（平成17年）11月1日 - 学園通り駅バスターミナル供用開始

## テナント
太字は設立当時から入っている店舗。

### 大規模店舗（核テナント）
- マルヨシセンター ベルシティ店
- イトウゴフク ベルシティ店
- meets. ベルシティ店
- FUJIYA Kobe 三木ベルシティ店
  - 当初は「タカラブネ ベルシティ店」として開業。のち「スイートオーブン ベルシティ店」を経て現在の業態へと推移した。

### 一般テナント・地元商店
- 井内園（茶舗）
- 孝子堂（和菓子）
- ベルミート 味蘭（精肉・肉惣菜）
- 豊栄建設工業（建築・リフォーム）
- エクセルみたに / エクセルみたに住設部 / マウンテンみたに / 三谷電気（家電・携帯電話・住宅設備）

三谷電気を本体とする店舗群。本店事務所は変わらず平木本町商店街内にある。「エクセルみたに」が家電品を「マウンテンみたに」が携帯電話（au、docomoの2キャリア）を「住設部」が水周り等の住居設備相談を担当する。
- エコモバ（携帯電話の中古運用）
- 小方水産（鮮魚・魚惣菜）
- Chien de Blenc（婦人服）
- LE COTON（婦人服）
- Square Ta-Ka-Gi（婦人服）
- 夢創作むらい（和装婦人服）
- リード（紳士服）
- カメラのワタナベ（写真店）
- めがねのハスイ / ジュエリーハスイ（眼鏡店・貴金属店）
- ナカイ（生花店）
- カットプレースパーク（理美容店）
- ドロップ（ペットトリマー店）
- 学園通り接骨院（整体院）
- カーブス（フィットネス）
- 麦笑（パン・カフェ）
- リビングカルチャーセンター三木校(カルチャー教室)

高松リビング新聞社が管理を行うカルチャー教室。
- 白洋舍 ベルシティ店（クリーニング）

2019年9月にテナント入り。以前ベルシティ内に存在した白洋舍とは位置は同じだがFC受元のオーナーが異なる別の店舗。三木町氷上に在した「白洋舍 コープ三木店」の移転店舗。

### 店舗内施設
- ATMコーナー

百十四銀行・高松信用金庫（香川銀行との共同）・JAバンクのATMが設置されている。
- サービスカウンター

館内の総合案内所。切手・はがき・コピーサービス・たばこの販売を取り扱っている。学園通り駅によって行われているパークアンドライド（月極）の申請も受け付けている。

### かつて入居していた店舗
- 安達宝文堂（書籍・文具・CD）- 営業形態を学校営業に絞るため実店舗を廃業。営業本部は現在も平木本町商店街内にある。
- 宮脇書店 三木ベルシティ店（書籍）- 宮脇書店三木店(マルナカ三木店併設店舗)に統合
- 白洋舍 三木店（クリーニング） / キッズ愛ランド（鉄道模型） - 2016年11月30日をもって廃止。クリーニングの受け渡しのみ同年12月10日まで継続。ポイントカード等の扱いは同町氷上の「白洋舍 コープ三木店」が引き継ぎ。
- かせや（学用雑貨・服飾）- 平木本町商店街内に在していた学生服・学用品を主軸とする洋服雑貨店。ベルシティ前に新規の実店舗を構えたため離脱。
- まんじゃーれ（イタリア料理店）- 2012年まで。井戸地区に新設した新規実店舗に2013年1月をもって独立移転。

## 敷地内施設
敷地内に準テナントとして存在している店舗や施設もある。

### 学園通り駅

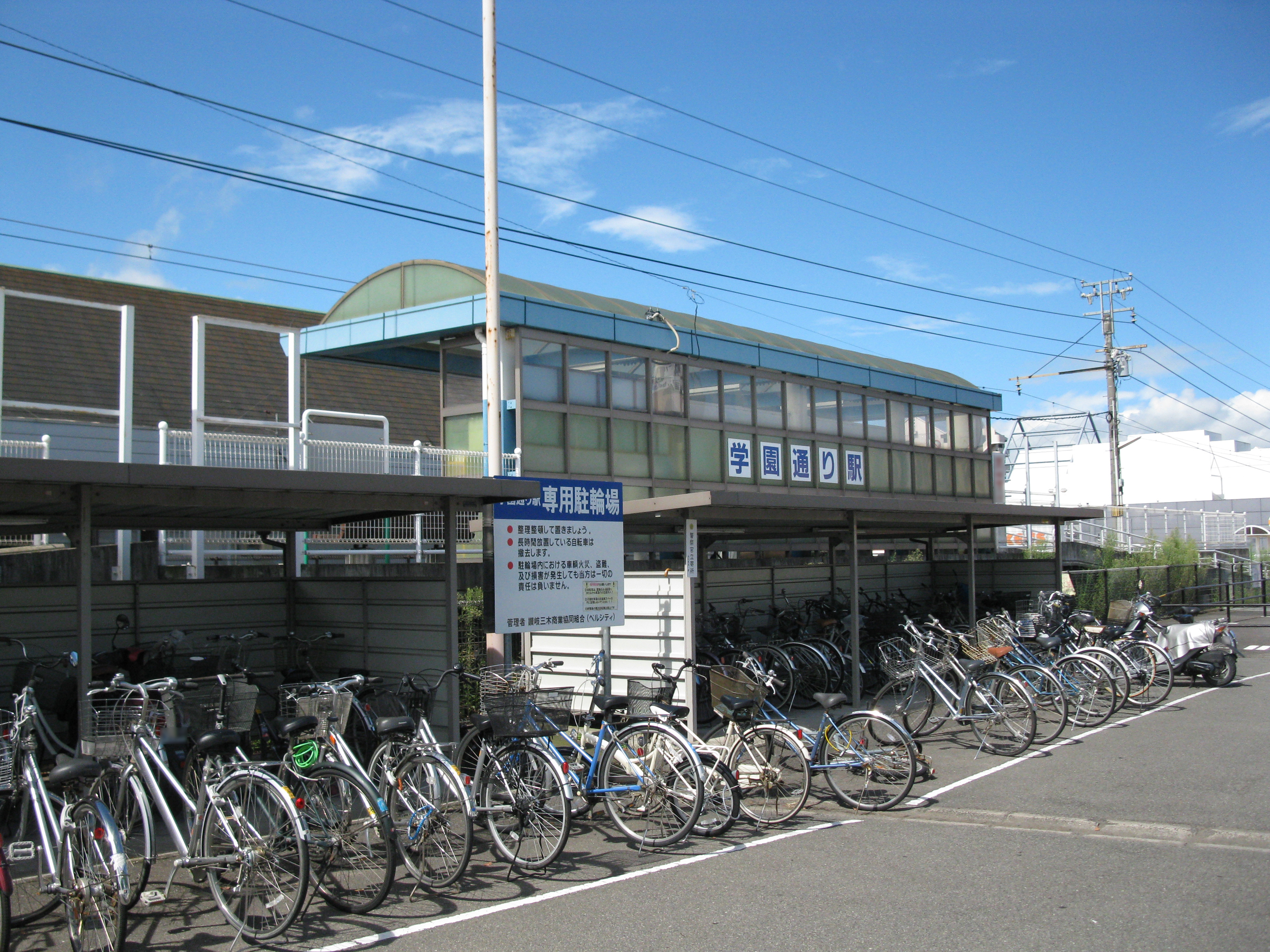
学園通り駅

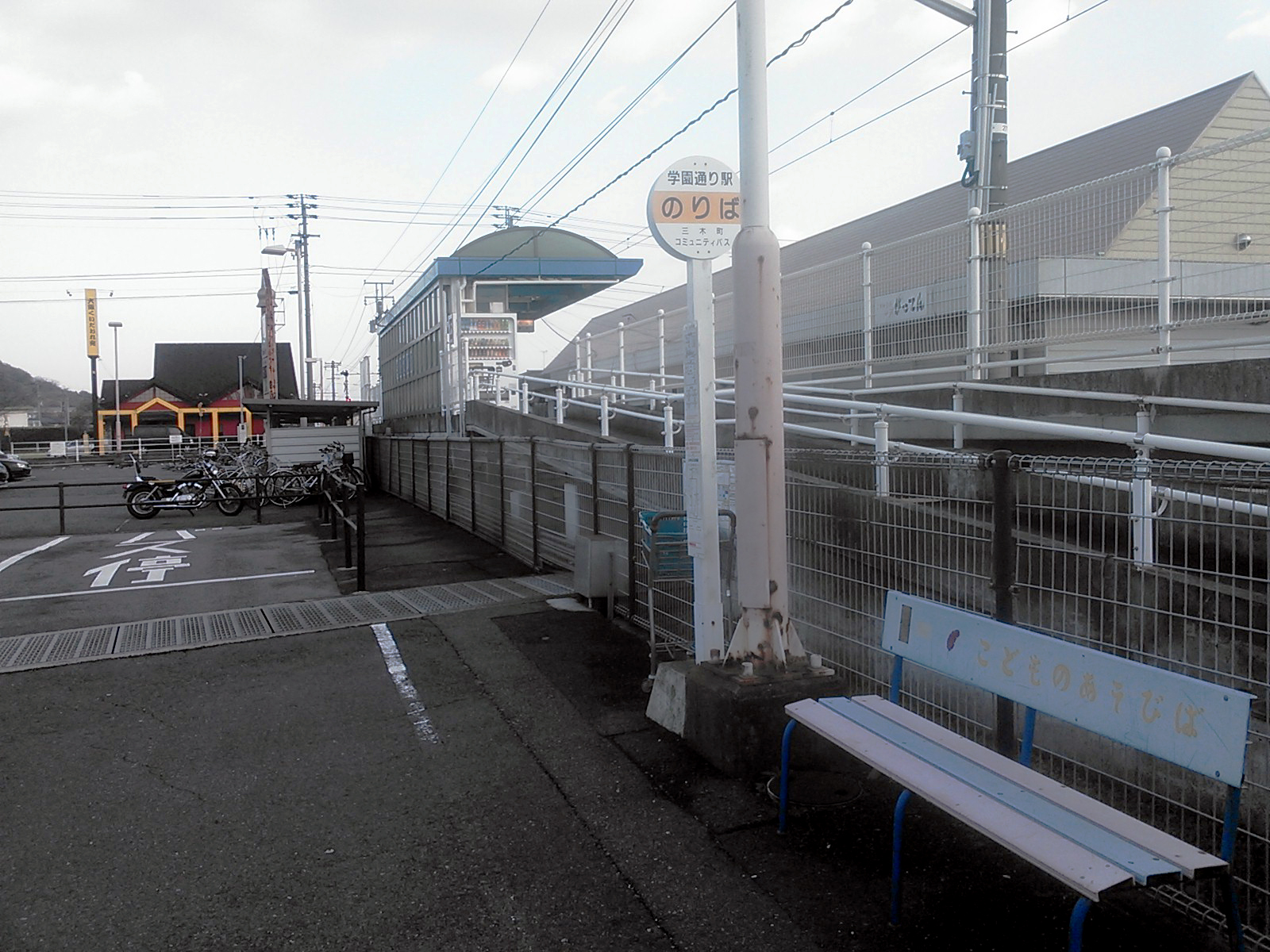
学園通り駅バスターミナル

高松琴平電気鉄道長尾線の駅であり、三木町コミュニティバスの実質上のターミナル停留所。本施設への至近アクセス交通ターミナル。本施設駐車場の一部を用いてパークアンドライドシステムを確立させており、そのための事業をベルシティが三木町より受託している。月極めによるパークアンドライド用駐車スペースの確保は、サービスカウンターへの申請によって利用できる。

### 弁当店
ほっともっと三木ベルシティ店。プレナスの弁当店。

### 焼肉店
焼肉 味蘭 三木店
- ベルシティテナントとして、精肉店「ベルミート味蘭」を運営している焼肉店の本体。ベルミートにて供給している肉を直接、焼肉などで食することができる。

### うどん店
讃岐うどん 麺喰 ベルシティ店
- 志度町にある讃岐うどん店の支店。

### 学習塾
三木進学教室
- 地元の学習塾。付近に三木町立平井小学校、三木町立三木中学校および香川県立三木高等学校があるため、これら学校の児童・生徒によって利用される。

### コインランドリー
WASHハウス ベルシティ三木店
- 2018年9月より稼働した、WASHハウス株式会社によるコインランドリー。焼肉味蘭の西側に隣接していた。

### その他の施設
- タクシー乗降場 - 東口と西口の双方に設定されている。
- コイン精米機 - 井関農機のコイン精米機。以前は東口側に在したがコインランドリーの設置に伴い西口駐車場内に移設された。

## アクセス
地下駐車場と平面駐車場を完備。
- 高松市中心部より香川県道10号高松長尾大内線旧道（通称：長尾街道）を長尾・東かがわ方面へ。「平木（新川）橋東詰交差点」もしくは「鹿伏（JA三木・マルナカ三木店前）交差点」を左折。長尾線踏切を越えてすぐ。
- さぬき市長尾町より香川県道10号高松長尾大内線旧道（通称：長尾街道）を三木・高松方面へ。「平木（新川）橋東詰交差点」もしくは「鹿伏（JA三木・マルナカ三木店前）交差点」を右折。長尾線踏切を越えてすぐ。
- 高松市牟礼町および高松自動車道さぬき三木ICより香川県道38号三木牟礼線を南下。住吉橋を超えてすぐ。（長尾線踏切を越えない）
  - 高松自動車道高松東ICより高松東バイパスを東進して、さぬき三木IC前信号（高松東バイパスの起終点）を右折。以降は香川県道38号ルートと同じ。

### 公共交通機関利用
- 高松琴平電気鉄道長尾線・三木町コミュニティバス、学園通り駅 下車。敷地内。
- 大川バス 引田線「三木町役場」停留所、もしくは「鹿伏停留所」下車。北へ徒歩5分。